# 長渕剛 ALL NIGHT LIVE IN 桜島 04.8.21
『長渕剛 ALL NIGHT LIVE IN 桜島 04.8.21』（ながぶちつよし・オール・ナイト・ライブ・イン・さくらじま-）は、日本のミュージシャンである長渕剛の5枚目のライブ・アルバム。
2004年（平成16年）11月20日に、フォーライフミュージックエンタテイメントからリリースされた。1996年（平成8年）リリースの『LIVE COMPLETE '95〜96』以来およそ8年ぶりとなるライブ・アルバムであり、長渕がプロデュースを担当している。
2004年（平成16年）8月21日に開催された「桜島オールナイトコンサート」の模様を収録している。1978年（昭和53年）リリースの再デビュー曲である「巡恋歌」から、当時の最新アルバムであった2003年（平成15年）リリースの『Keep On Fighting』まで万遍なく選曲されている。
オリコンチャートでは、最高位10位となった。

## 背景

### 構想
30代の頭、ライブをすればいつも満杯だった長渕は、順風満帆な恵まれた環境で天狗になってしまいつつ、目指すものが見えなくなり「自分は何を歌っているんだろう」「自分の歌は聴く人に本当に届いているのか」「こんな糞みたいな東京で嘘ばっかり歌ってたってしょうがない」と、成功の裏で喪失感を感じるようになる。母親の衰弱、子供の誕生と、生と死の間に立ち、何度も歌をやめよう、死にたいと思うたびに、こっそり鹿児島に帰り桜島を眺めるようになり、高校時代の通学路を歩き、桜島に上陸し眺めて思いにふけ、東京都へ帰り考え抜いた結果、日本、日本人に向かって歌っているという、極めて当たり前のことに気付かされる。
都会の洗礼を受け、人に裏切られたり金銭のトラブルに巻き込まれたりと様々なことを経て、ようやく落ち着き始めた2000年（平成12年）に、母が72歳で亡くなり、父親は病に倒れ体を悪くし車椅子生活となる。故郷の様々な風景、両親や姉や隣人らの中で生まれ育てられたことを想い、故郷が無性に愛しくなり、感謝したい、恩返しをしたいという気持ちが凄く湧いてくる。母の教えに背そむいたことも多々あったが、亡き母への恩返しと故郷への想いに駆られ、桜島で歌の本来の力を確かめようと決意。すぐに病気になり、ステージで倒れてしまうこともあった華奢で体が弱かった長渕は、30代後半から肉体改造を始めており、目標を定め体を鍛える。

### 決定
「桜島オールナイトコンサート」の計画は、2002年（平成14年）の長渕の46歳の誕生日である9月7日に横浜スタジアムにて開催された単独公演「LIVE 2002.9.7 IN 横浜スタジアム」にて長渕の口から「みんな、俺の故郷・鹿児島に来てくれよ!」と突如宣言された。長渕の側近として活動していたスタッフの一人である横田利夫は「本当に言ってしまった」と戸惑いながら他のスタッフと顔を見合わせていたと語り、その場にいたスタッフのほぼ全員がこの計画を聞かされていなかったことから、イベンターの山内貴博は言葉も出ず、周囲のイベンターが皆怪訝そうな顔で山内の顔を見つめたという。この時点では具体的な場所や日程は決定しておらず、周囲のスタッフは完全に戸惑っていたという。
長渕が発言したことから計画は始まったが、オールナイトコンサートであれば夏でなければならず、鹿児島の夏は台風の影響が懸念されるため、最も台風の来る確率の低い日程を決定した。また、会場の整備の問題以外にもプロモーションも含め2年以上はかかるとスタッフ間では推測され、時間がない中で計画の完遂を模索することとなった。また、長渕からは「桜島近辺で」という条件しか出されておらず、桜島が見える位置なのか、桜島自体で実施するのかも定かではなかった。
長渕はこの計画の宣言をした翌日に複数のスタッフと共に鹿児島へと向かった。現地では桜島が見える桜島溶岩グラウンドという野球場施設があったが、長渕はこの場所での開催は拒否した。スタッフ一同は長渕が運転する四駆に乗り、桜島だけで5～6ヶ所、それ以外にも鹿児島市内全域を回り開催候補地を探した。
その後、桜島溶岩グラウンドから南下した場所にある、土石流、火山礫、火山灰などの土砂捨て場で土石流などが堆積する荒地を発見。スタッフ達にとっては到底コンサートには不向きだと思える場所であったが、長渕は「ここだ!ここしかない!」と発言し開催地が決定した。長渕は交通の利便性や整地などは後回しで、その土地は桜島の見える位置、海からの距離、太陽の角度の良さなどのロケーション優先で場所を決定していたため、要請を受けた鹿児島県庁の鹿児島県観光課も「ここでやるの？」と思う場所だった。長渕はスタッフに対しファンと共に音楽を共有すること、ゼロから創り上げる喜びを分かち合うために鹿児島を選定したと話した。

### 土地
開催候補地は決定したものの、現地は霧島錦江湾国立公園の錦江湾地域であったこともあり、国や鹿児島県の許可が必要であり、また地元住民の理解と協力が不可欠であった。また、最大の難問は便所や救護所、飲食ブースなどではなく、会場へのアクセス手段であった。これに関し長渕は「市内からフェリーにみんなを乗せたい。そして、眼前に桜島が近づいてくる。これを体感させるんだ。ピストンで何往復もし、やっと桜島にたどり着く。さらに20分、みんなしてリュックサックを背負ってひた歩くのだ。やっとの思いで会場に到達することに、このイベントの意味があるんだ。陸、海、空を越え、それぞれがそれぞれの人生の重い荷を背負い、たどり着くんだ」と発言した。
地元の建設業者や関係機関などの協力を得て、約13万平方メートルの面積をブルドーザーで整地。
国立公園のため将来的に緑化することを念頭に作業する必要があったため、現地の整地には1年半以上の期間を要した。また、通常の野外コンサートとは異なる苦難が多数発生し、地面が火山灰のため一度整備を終えても台風が来るたびに再び整地する必要が発生、下が砂利道のため床面を固める必要やステージが歪まないようにするなどスタッフは対応に追われた。
観客スペースは、前方約3分の1あたりから地形に沿うように約11度の勾配がつく、後方からも比較的ステージを見やすい造りで整地されたが、こぶしより大きな岩石が整地後にも所々に残る、溶岩が砂利状になった火山灰交じりの砂地で、会場内は傾斜がある滑りやすい場所のため、主催者は歩きやすい運動靴での来場を呼び掛けた。

### 協力要請
開催の約2年前から、地元住人や行政機関が一体となって企画を詰める。主催は、鹿児島市の音楽イベント企画会社・K&Mコーポレーションなどでつくる実行委員会。7万枚の入場チケットは販売開始後の約30分で即日完売して、7万5千人にまで膨れ上がった。
2003年（平成15年）5月12日　鹿児島県庁の須賀龍郎鹿児島県知事を表敬訪問。同年8月に行う野外ライブの会場に、鹿児島県立鴨池野球場の使用を特例的に許可したことに対し例を述べ、桜島オールナイトコンサートの協力も求め、知事は「県として出来ることは精一杯応援する」と返答。知事室で握手を交わし、5月発売の新譜『Keep On Fighting』にサインをして知事に手渡した。同日、桜島町の町長である竹ノ下光とも会談し、桜島でのライブの協力を要請。スタッフ一同は、当日のフェリーの便を増やすよう要請した。
桜島オールナイトコンサートは九州新幹線開業関連の1つに位置付けられ、九州新幹線開業記念イベント実行委員長が協力。
偉大な経営者としても、鹿児島出身の先輩としても認識しており、周囲の者から「お坊さんみたいな人だ」とよく聞いていた、京セラの名誉会長である稲盛和夫に興味を抱いた長渕は、その著書を読み「同じ鹿児島に偉大な人がいる」と感銘を受け、経営者ではないため稲盛のことをさほど勉強していたわけではなかったものの惹かれるものを感じ「ぜひ会ってみたい」と希望。2003年（平成15年）、稲盛から最も信頼される男の京セラ常務秘書室長・大田嘉仁は、長渕が桜島でライブをするため稲盛に会い、その思いを伝えたいと希望していることを耳にし、稲盛に取り次ぐ。
同年冬、京セラ本社を訪れた当時47歳の長渕は各フロアに社員が立ち緊張する中、当時72歳の稲盛と初対面。長渕は、稲盛の顔を見た瞬間に溶けるような感覚になり、「おうおうおう、来たか」と第一声をかけられる。肘をつき手の甲を顎に当て、ほほ笑みつつボソボソと小さな声で「君、鹿児島なんだろ。一人で頑張ってるね。まぁ座んなさい」と話す姿に、長渕の心はどんどん吸い寄せられ、昔大好きだったおじいさんのような、凄く懐かしく親しみやすい波動を感じる。
事前に送ったCDやビデオ映像を稲盛は全て視聴しており、「鹿児島に恩返しがしたいです。ぜひ、ご協力いただけませんか」という願いを、顔を見ながら「分かった」と快諾。その直後「で、僕も観に行けるのかな？」とポロっと言った稲盛に、長渕は「当たり前です」と答えた。稲盛と意気投合した長渕は後に、「その時父は体を悪くし車椅子生活を強いられていたので、健在だった頃の父のような頼れる存在、相談できる人が欲しかったんだろう」と述べている。
京セラは、桜島オールナイトコンサートを特別協賛することとなり、後に長渕と稲盛は食事も度々共にするようになる。同年8月28日には、縦60センチメートル、横240センチメートルの紙に赤く燃える桜島の絵を描き、桜島オールナイトコンサートに挑む決意の言葉を筆で書いた直筆の絵を寄贈し、ホテル京セラの1階エレベーターホールに飾られる。
桜島オールナイトコンサートは、特別協賛の京セラに加えローソンも協賛し、鹿児島の新聞社、当時の鹿児島県における全ての地上波民放テレビ局と民放ラジオ局が後援しての実施となった。

### 先行イベント
桜島オールナイトコンサートのプレイベントとして、長渕は2003年（平成15年）7月から8月にかけ、4都道府県で野外コンサートのみのツアー「LIVE 2003 KEEP ON FIGHTING 野外Live Tour」を実施。鹿児島では、より多くの者に観て貰いたいと、数か所の候補地から立地条件や観客収容力などを判断して、鹿児島県立鴨池野球場での開催を要望。長渕は「いろんな場所が候補に挙がったけれど、鴨池という響きには特別なものがあった」と説明。
同球場では、1993年（平成5年）に平成5年8月豪雨の被災者を応援するコンサートが開催されたものの、それ以外の利用は原則認めなかったが、鹿児島を盛り上げたいという長渕の熱意に鹿児島県企画部は「鹿児島の魅力を発信するいい機会」と特別に使用を許可。同球場で一般興行の公演を開催するのは初。8月16日、鹿児島市の鴨池野球場で野外ライブを開催。長渕は四輪駆動車で登場。約2万人を動員。この野外ツアーで、翌年に行う野外コンサートの感覚を確かめる。長渕は「一連のイベントが、観光地鹿児島の起爆剤になれば」と語る。
2003年（平成15年）12月4日、コンサートツアー「LIVE 2003 KEEP ON FIGHTING」における日本武道館での公演本番の6時間前、日本武道館におけるアリーナ席の真ん中を会見場として、桜島オールナイトコンサートについての記者会見を実施。司会は、MBC南日本放送のアナウンサーで長渕と親交がある植田美千代が務め、20社を超すマスコミが参加。
2004（平成16年）7月26日から27日には、「桜島オールナイトコンサート 前夜祭 in Zepp Tokyo」を開催し、2日目となる27日の公演では他のZeppである札幌市のZepp Sapporo、仙台市のZepp Sendai、大阪市のZepp Nanba、福岡市のZepp Fukuokaと放送衛星を使用した同時生中継を実施。

### 準備
会長が奄美大島出身で、ボディビル世界大会で3位入賞した経歴を持ち、東京ボディビル・フィットネス連盟の理事長でもあり、格闘家、ボクサー、野球選手、ゴルファーなども指導する東京都のトレーニングセンターに週2～3回通い、3～4時間のハードな筋力トレーニングを行っていた長渕は、2004年（平成16年）1月からボクシングの元世界チャンピオン・戸高秀樹をインストラクターに合宿を行って1日7時間の肉体改造に取り組む。90キログラムのバーベルなどを上げるウエイトトレーニングが主体で、同時に1日に6食から7食を食べ、筋肉で20キロ増やし、首の筋肉量が増えたことで声量も増した。
2004年（平成16年）1月5日から、桜島でのライブに向けた初稽古を開始。約2か月前からの東京都内における屋内でのリハーサルでは120曲を練習して、その中から曲を削って選曲。開催前までの間、1日8時間以上歌い血が混じった痰を履き、その結果、稽古で倒れ点滴を打ったこともあった。同時に長渕は、舞台構成、演出、音響、照明に関しても総合プロデューサーとしての立場から携わる。
桜島オールナイトコンサートの2週間前には、長渕のファンらが会場周辺のゴミ拾いを実施。
東京ドーム3つ分に及ぶ広さがある会場の海岸側には、幅160メートル、奥行き36メートル、高さ25メートルにおよぶ巨大な特設ステージが組まれる。客席は、1ブロック500人から2千人の約60ブロックに仕切られ、60あるブロックは金属製のパイプで仕切られる。昼はステージなどの設営、夜は照明の試験と24時間態勢で準備を行う。音響面に関し、観客席が250メートルの奥行がありディレイが発生するため、その修正にスタッフは追われた。

### 開場
8月11日、徹夜組が出現。桜島溶岩グラウンドの第2グラウンドと第3グラウンドは大型バスの駐車場として使用され、開演前の待機場所にもなった第2グラウンドは、午前11時時点で約3千人が、長蛇の列をなし開場を待っていた。会場近くの休憩施設にも多くのファンが集まり、大音量で流れる長渕の曲を聴きながら待つ状態であった。
正午の予定だった開場は午後1時となったが、1時間遅れの開場にも観客は混乱もなく耐えた。フェリー乗り場から会場まで徒歩で30分はかかる2.5キロメートルの道を、観客は会場まで歩いて向かったが、観客が一気に会場まで移動したため、一時は2キロメートルにわたり人の渋滞が起こり、その道を一時閉鎖する規制により第2グラウンドで入場を待たされる観客もいた。
午前中から雨が降ったり止んだりする空模様であり、午後2時過ぎには大粒の雨に見舞われたものの、3時頃から天気は回復。当日の朝まで天気予報の降水確率は60%だったが、午後6時には降水確率0%となり、開演時は星空が広がった。気温は、午後5時前の時点でも30度近くあり、湿度も高く蒸し暑い状況であった。
ギターの持ち込みは許可されていたため、長渕の曲を弾き語りする観客もおり、それを囲んでファン同士で盛り上がっている光景も見られた。会場にはダフ屋の男たちも出現したが、不正規ルートでの入場チケットは午後4時頃には半値近くまで下げるも「なかなか売れない」と焦り顔で、午後6時頃にはいなくなった。。
会場内では、過去数年間に長渕との思い出深い仕事を共にした、全国各地のラジオ局におけるディスクジョッキーたちが代わる代わる登場するという、会場限定のFMラジオ番組を8時間にわたり生放送。ゲストとして出演した押尾コータローが、長渕の楽曲音源に合わせ生演奏で歌唱する一幕もあった。
会場には飲食ブース、救護所、仮設便所も設置され、物販ブースでは8.21メモリアルパンフレット、タオル、マフラータオル、Tシャツ、タンクトップ、キャップ、ハット、バンダナ、リストバンド、バックル、LED携帯ストラップ、8.21ウルフリングペンダント、8.21メモリアルペンダント、桜島スコープキーホルダー、ビーチサンダル、うちわ、レジャークッション、、チョークバッグ、ポリエチレンバッグ、三脚イス、ハンディーファン、オペラグラス、チケットホルダー、転写ステッカー、タトゥーシール、メモリアル溶岩、長渕の姿とコンサートロゴがデザインされたペットボトルのミネラルウォーターなど会場オリジナルのグッズが販売された。

### ライブ
開演に先立ち、前座として桜島火の島太鼓など、鹿児島県内の和太鼓関係者46団体約120人が連弾を披露したが、午後7時の予定だった前座の演奏時間は早まったため、前座の舞台を見損ねた観客もいた。
会場の後方では、長渕の曲を弾き語りる観客もいた。午後8時45分の時点では、SEが1曲終わるごとに歓声は大きくなり、「ツヨシ」コールが客席のあちこちで起こる一方、まだ場内に入りきれない者も大勢おり「早く剛に会いたいですよね？詰めてください」という場内放送が、しきりに行われていた。
桜島オールナイトコンサートは、公式スタッフにより撮影と録音も行われ、2004年（平成16年）8月21日の夜から翌8月22日の朝にかけて、鹿児島郡桜島町大字赤水に特設された桜島特設会場にて行われた。ライブは夜9時半頃から始まり翌日の朝6時半頃まで、途中で1時間以上の休憩を2度挟みつつ行われた。
総合司会は、MBC南日本放送のアナウンサー・植田美千代が担当。午後9時23分に打ちあがった花火が終わると「ツヨシ」コールが起こり、本番は約40分遅れの午後9時40分に開演し長渕が登場。観客席後方から「テイク・イット・イージー」に合わせてハーレーダビッドソンの大型バイクで長渕が登場。コンサートは3部に分けて行われる。
午後9時55分に開始され2曲目「泣いてチンピラ」の冒頭で「俺がくたばるか、お前らがくたばるか、どっちかの勝負だぞ」「俺たちの拳で、あの桜島のてっぺんから太陽を引きずり出すんだぞ、いいか!いくぞ」と長渕は叫ぶ。午前0時4分に歌った「しあわせになろうよ'04」ではZeebra、m-floのLISA、押尾コータローも飛び入り参加し合唱。午前0時14分、第1部が終了。午前1時14分からの第2部では、午前2時45分から13万平方メートルの会場をジープで回り、午前3時52分に第2部は終了。
午前4時45分からの第3部では、「桜島」を歌った後の午前5時47分に「うぉーい!桜島を見て!2年間かけて、この島の人たちが僕達がここに集まるために、素晴らしい何処の世界にも無い音楽の祭典をつくるために、毎日毎日汗水垂らして一生懸命、約束の地をつくってくれました。この山、そしてこの山に住む人達に盛大な拍手を」と涙声の感謝を述べる。天気は晴れのまま推移し、朝の5時58分には桜島の背後から朝日が漏れ始める。
最後は「Captain of the Ship」を歌い「生きて生きて生きまくれ!」と30分以上も叫び続けた。全てフルコーラスで全42曲を歌い終え、後ろで太陽が桜島から顔を覗かせたのを確認した長渕は「ありがとう!万歳!万歳!」「世界中、どこを探してもこんなライブはないよ。本当に来てくれたんだね」「集まったみんなに拍手。桜島に盛大な拍手。青い空に万歳。俺も頑張るから、お前らも頑張れよ。サンキュー、また会おうぜ」と締めくくる。
予定から約1時間遅れの午前6時28分に終演。休憩時間を除いても約7時間の長尺だった。観客全てが会場を出たのは午前9時過ぎであった。
当日の長渕の体調面やケアにも細心の注意が払われ、本番中にもメディカルプロジェクトがステージ裏に待機し、点滴、鍼治療、整体などでケアを施した。第2部が終わると、脚が言うことを聞かなくなり1人では歩けない状態になったが、メディカル・チェックでは血圧は正常で、長渕が想像していた程のダメージは無く続行。結果、長渕は翌日の朝まで問題なく全曲を歌い切り、スタッフは「人の域を超えている」と感嘆した。長渕は終演後、MBCタレントである笹田美樹の義理の両親の漁船を借り鹿児島市内まで送ってもらった。

### 来場者
全国から約7万5千人の観客が集まった。
観客席には、当時の鹿児島県知事である伊藤祐一郎も来場。長渕の父もお忍びで、鴨池野球場でのライブに加え、この会場にも駆け付け観客席から見守り「息子を宜しくお願いします」と長渕が知らないところで頭下げて回った。
京セラ名誉会長の稲盛和夫と京セラの役員たちも現地参加し、熱演を見守った。後に長渕は、終了後に稲盛から「凄かったぞ」と電話を貰ったことを明かしており、稲盛について「親父のような存在」「コンサートの在り方というものについて、ここしばらく辟易していたところもありまして、（桜島オールナイトコンサートには）とにかく命がけで臨んだわけです。いくら命がけと言っても死にたくありませんから。そういった意味で、精神的な支えが欲しかったんだと思うんですね。稲盛名誉会長の存在は、僕の中で大きかったです」と語っている。
進行性筋ジストロフィーにより兵庫県の病院に入院している17歳のファンも、難病の子供が抱く夢の実現を手助けするボランティア団体に願い出て、支援を受け未経験だった長距離移動を経て、車椅子で桜島オールナイトコンサートを鑑賞。

### 警戒態勢
鹿児島空港、九州自動車道などが管轄内にある加治木警察署、国分警察署、桜島への主要経路を管轄内に持つ鹿屋警察署は、交通整理の実施を検討。鹿児島県警は、鹿児島市側の現地本部を名山町に置き、迷惑駐車の取り締まりなどを行い、フェリーターミナル内にも待機所を設け、緊急事態に備える。鹿児島西警察署も利用客増加に備えて、鹿児島中央駅内の警戒と通行人の整理に当たる。
会場の警備に鹿児島県警は、鹿児島中央警察署をはじめ離島を除く22警察署から警察官約600人を出動。警備実施本部を桜島町の公民館に置き、雑踏警備、交通整理、暴走族対策、少年補導などにあたり、桜島での道路混雑を防ぐためコンサート前々日の19日から22日夕方まで、会場の唯一の道路である町道を車両通行止めにし、桜島町内の国道224号を中心に違法駐車の取り締まりを実施。会場内の警察詰め所には、約30人の警察官が常駐。
鹿児島の第十管区海上保安本部は、民間の小型船舶を利用してコンサート会場へ乗り入れる観客が出ることを想定し、衝突や乗り上げ事故が起こりかねないと、漁業協同組合や小型船舶交通安全協会など関係団体に観客の輸送を自粛するよう要請。輸送は海上の白タク行為を禁じた海上運送法や船舶安全法に抵触する恐れがあると注意を呼び掛ける。当日は、桜島フェリーでの3万5千人とされる人々の移動に伴うフェリーでのトラブル防止など、警備や海への転落などの事故に備え、巡視船と巡視艇の計6隻で警戒。
主催者により会場、周辺道路、フェリー周辺には、鹿児島県外からの応援を含む民間スタッフの警備員約2千人が配備され、厳戒態勢で行われた。会場内では、警備員のうち常時約500人がブロックごとに警備に就き、観客の警備や混乱防止に当たる。
観客の退場は、フェリーの収容状況などと照らし合わせながら、後方のブロックから順次実施。交通整理のアルバイトは「2日連続徹夜。時給が安くてがっくり。残業代も出るかどうか」とぼやく状況であった。

### 救護態勢
主催者は、救護ボランティアを応募。鹿児島市医師会の医師20人以上、看護師約50人を含む総勢約190人の救護ボランティアが対応に当たる。鹿児島市消防局と鹿児島市医師会は、コンサート当日の救護態勢のため連携。
応急処置や急病人の搬送に当たるための救護所は、会場内の4か所を含む7か所に設置。各救護所には、消毒、点滴用薬剤や器具のほか、心肺停止用の重体患者に備え、心肺蘇生用の電気ショックを与える除細動器を準備。会場周辺には救急車5台と消防車など5台が待機し、鹿児島市消防局の20人が待機。集団事故が起きた際の応援も想定。鹿児島市内の全病院が受け入れ態勢をとった。
急病人については、会場の救護所などで約千人が手当てを受け、救急車の出動は14件で13人が鹿児島市の病院に搬送された。鹿児島市医師会によると、救護所など手当てを受けた者は脱水症状、過呼吸、疲労などを訴える者が多く、コンサート開始と終了の直後に集中し、救急車の出動内容は熱中症、脱水症状、気管支喘息の発作などいずれも軽い症状であった。
スタッフらは「県外客は長時間の移動待ちで、県内客は長時間イベントの不慣れが要因」という見解を示した。その一方、公演中の急病人についても命にかかわるようなケースは無く、鹿児島中央警察署の副所長は「最も懸念された集団での転倒と交通渋滞が無くホッとした」と語った。

### 問題点
予想を上回った救護所の利用者数、対岸から騒音の苦情など、想定外の問題も多かった。
事前案内や関係機関との調整は不十分で、18歳未満の深夜入場問題が発生。入場チケット発売時は、18歳未満の観客に保護者同伴を求めたが、完売後には鹿児島県の青少年保護育成条例により、6歳以上18歳未満の者は午後11時から翌日午前4時までの入場が規制される問題が判明。
発券窓口のK&Mコーポレーションは「完売後、興行主催者に青少年の深夜入場を禁止する義務があると知った。関係部署と相談して、条例に違反しないよう適切に対応したい」と回答。K&Mコーポレーションには、規制を知った保護者から払い戻しの問い合わせがあり、払い戻しに応じた。慌てて払い戻す者、前々から計画していた家族旅行をふいにした者など、鹿児島県内外から主催者などへ苦情が寄せられた。当日は、警察官も保護者同伴の18歳未満には補導までは行わなかったものの、会場には「18歳未満は午後11時以降、帰宅を」と呼びかける看板が設置された。
公演後の会場には、シートや椅子、ペットボトルなどの大量のゴミが残り、機材撤収のかたわらアルバイト約6百人がゴミの片づけに追われた。アルバイトの1人は「客はうまく流れたが、思ったよりゴミが多い」と話し、黙々と作業を続けた。会場の撤去作業は、終了日の3日後となる水曜日の25日をめどに終了。
2004年（平成16年）9月4日午前9時から、桜島友の会主催で桜島オールナイトコンサートにも訪れたファンも参加し、県内外から集まった約500人がフェリー会場からコンサート会場までの約6キロメートルの道路沿い、海岸などを清掃。長渕の母校である鹿児島県立鹿児島南高等学校からは、生徒や同窓会メンバーら約180人が参加。コンサートのゴミは主催者や町職員らが撤去したものの、その後の台風16号の影響で打ち上げられた物やたばこの吸い殻などがあり、2トントラック5台分が集まった。
9時間に及ぶコンサートの大音響は、対岸の鹿児島市や吉田町、加治木町などにも届き、「耳障りで眠れない」などの苦情が鹿児島県警、市役所に多数寄せられた。会場から北西の方向に当たる鹿児島市吉野地区と坂元町からの苦情が多く、鹿児島県立吉野公園近くに住む50代女性は「楽器の音が家の中まで聞こえてきた。耳障りで眠れなかった」、東坂元の60代男性は「異様な響きが続いて気分が悪い。飼い犬が怯えて一晩中吠えていた」と語った。会場近隣の住民には、連日連夜遅くまでリハーサルの音がして勘弁してくれと思っていたが、当日はやはり嬉しかったと語る者もいた。
主催したK&Mコーポレーションは「音のために夜休めなかった方など、結果的に迷惑をおかけした周辺の方には申し訳ない」とコメント。鹿児島県地方気象台によると、「コンサート当日の風は弱く、特定の向きには吹かなかった。音が風に乗って響いたとは考えにくい」という見解を示す。音響工学が専門である鹿児島大学の助教授は「桜島に反響した音が、吉野や加治木方面まで、海岸線沿いに海を挟んでジグザグに反響を繰り返したのでは。気温が下がる夜は、いったん上空に向かった音が放射線状に下降する現象も考えられる」という見解を示した。

### 交通
会場周辺に駐車場は無く、桜島町営の桜島フェリーなど公共交通機関を利用して会場へ向かう必要があるため、桜島町企画調整課の協力態勢により、桜島フェリーターミナルには、桜島フェリーは通常の5隻に臨時便の1隻を加え運航。当時は通常15分置きの運航だったが、7分置きに変更したうえで午前7時から午後8時までは、次の便が到着次第出港するピストン運航に変更。
それだけでは間に合わず、桜島フェリーは通常、1隻あたり約500人から600人が定員であるため、フェリーの下部にある車両を乗せる甲板にも聴衆を乗せることとし、うち3隻は定員を通常の倍程度の約1500人に増やし、1隻あたり約500人から1500人を乗せて運航。船員と警備員を、通常より百人程度増員。乗船券の臨時発券所も、鹿児島と桜島の両港に数か所ずつ設置。桜島フェリーターミナルには、桜島オールナイトコンサートの巨大看板も設置される。8月21日は、夕方にピークを迎えた。
コンサート終了後、桜島港では混雑を避けようと終演前に会場を離れたファンらで、午前4時頃からフェリー待ちの列ができる。昼前までに約4万2千人を運び、桜島フェリーを約5万2千人が利用。フェリー乗り場の混雑は午前11時頃まで続き、通常運行に戻るまでには昼頃までかかったものの、午後2時頃までには全て解消。
桜島フェリーや垂水港行き臨時バス乗り場は帰路に就く観客で一時混雑したが、大きな混乱は無かった。桜島町の桜島フェリー管理課は「入場者のうち予想を超す4万5千人以上が往復でフェリーを利用し、売上額は1350万円を下らない」という見解を示した。
航空便を含めた交通機関のチケットも入手困難な状態で、東京都、大阪府からの航空便も当日は夕方までほぼ満席。JALは、21日の東京発鹿児島行きを1便を増便。
桜島への移動手段は、運搬できる人数を大幅に増やしたフェリーでも足りないため、空港からのバスや遠方からのシャトルバスなども用意し、会場へ運ぶこととなった。鹿児島市街地でも、鹿児島中央駅と鹿児島港を結ぶシャトルバスを運行。空港のバス停には、長渕の歌を歌いながら待つ者も含め、会場に向かうファンで長い列が出来た。
大隅半島側から陸路で桜島に乗り入れるツアーバスも、旅行会社により計300台以上が運行。当日に鹿児島へ着く大阪発高速バスを7月20日に売り出した南国交通は、2台分の予約がすぐに満席となり、3台目を用意するもすぐに満席となる。
鹿児島県内の公共交通機関は、臨時バスを出すなどして観客を輸送し、鹿児島市内の路線バスなども増便。
鹿児島交通は、鴨池・垂水フェリーの垂水港から桜島港間の臨時バスを運行。林田バスは、鹿児島中央駅から天文館や桜島桟橋を経由し、鴨池港までを循環するバスを用意。鹿児島市交通局と南国交通のバスは、鹿児島中央駅東口バスターミナルの6番乗り場を観客用に設定。
鹿児島市交通局は、鹿児島中央駅と桜島桟橋間のバスと市電を増便。市電は、2路線とも運行間隔を狭め対応し、混雑が予想される路面電車停留場では、乗車扉からも降りられるようにする。
JR九州は、博多から熊本間の特急を7両編成から11両編成に増やす。九州新幹線は帰りの客を見込み、新八代駅で博多駅行き特急リレーつばめに接続する、8月22日の上り新幹線つばめ2本を増発して対応することを決定。だが、長渕のファンで混雑した九州新幹線は臨時列車2本を加えた状態でも、鹿児島中央駅発の午前7時台から100パーセントを超す状況が続き、昼前には新八代駅でリレーつばめに乗れない客が570人出たことから、鹿児島中央駅から博多駅までの臨時列車3本を急遽、追加増発。
九州新幹線の臨時列車は、部分開業以来初めてであり、8月21日と22日の九州新幹線は、21日が16700人、22日が17900人と、これまで最高の1万6千人を上回り1日あたりの利用者が過去最高となる。
タクシーも好調で、鹿児島空港への長距離乗車をする客も多く、南国タクシーはタクシー全車をフル稼働させ運転手に休日返上を呼び掛ける。鶴丸交通は、開催2日間はタクシーを100パーセント近い稼働率に引き上げるよう各営業所に指示し「21日は通常の売り上げより約2割、22日は3～4割もアップした」と語った。
鹿児島市の桜島桟橋近くの立体駐車場は、夜の利用者が大幅に増え、通常の5倍以上を売り上げる。

### 経済効果
2004年（平成16年）6月14日、日本政策投資銀行南九州支店は、桜島オールナイトコンサートによる全体の経済効果は約50億円に上るという試算を発表。鹿児島県内から24500人、県外から45500人が来場し、うち3万人が宿泊すると仮定し、鹿児島県が発行している2003年（平成15年）の観光資料などをもとに、来場者の宿泊費、飲食費、土産代などを弾き出した。
コンサートが直接生む需要は、県内からの来場者が約6千万円、県外来場者が約9億2千万円の計10億円で、鹿児島市の観光消費額の5日分にあたると試算。波及効果を含めた県内の最終的な経済効果は、約14億3千万円が見込まれるとし、旅客機や新幹線運賃、チケット代など県外に流れる消費を入れた効果は約50億円と試算した。同支店は「マスメディアに取り上げられる宣伝効果など、実際の効果はもっと大きい」とも指摘。
その試算に違わず、桜島オールナイトコンサートへの県内の来場者は約35パーセント、県外からは約65パーセントとなり、大勢の観客や[マスコミを呼び込み、鹿児島県を全国に発信する絶好の機会となった。
桜島町と鹿児島市の宿泊施設は、開催日前後の予約が早々と埋まった。会場に近い国民宿舎レインボー桜島は、宿泊日半年前の予約受付開始から電話が鳴りっぱなしとなり、コンサート前後日の予約は約15分で満室になった。桜島にあるふるさと観光ホテルも2003年（平成15年）中に全部屋の予約が埋まった。
鹿児島市でも、8月21日と22日に予約が集中。鹿児島サンロイヤルホテルでは、鴨池野球場でのライブがあった2003年（平成15年）8月16日直後から予約が入り始め、開催1か月前の時点では既に満室であるにもかかわらず、予約を求める電話がかかってくる状態であった。2004年（平成16年）6月に開業したロイネットホテルも、開業1か月前にツインルームは満杯となる。桜島桟橋に近いアーバンポートホテル鹿児島は、コンサートが発表された2003年（平成15年）冬から問い合わせが殺到し、入場チケットが発売された2004年（平成16年）3月には、8月21日、22日ともに満室となり「大きな学会ですぐに予約が埋まることはあるが、興行では初めて」と驚いた。
開催1か月前の時点で、鹿児島市内の宿泊施設は予約でほぼ満室となり、鹿児島市外にも波及。開催1か月前の時点で、隼人町のホテル京セラでは8月21日、22日とも満室で、指宿市の指宿いわさきホテルは余裕があるものの、コンサートに行く個人客からの予約が入っている状態であった。
会場に最も近い桜島横山町のスーパー・Aコープ桜島店は2日間、開店時間を1時間早め午前8時に変更。店の前にテントを張り、飲料水や菓子類、かき氷などを販売し、飲料水も普段より約1万本多く準備した。垂水市も含め、フェリー乗り場周辺のコンビニエンスストアも潤い、約50億円とされる経済効果の一端が地元にもたらされた。
鹿児島市の温泉浴場・太陽ヘルスセンターには8月22日、午前6時半頃から午後2時頃まで入浴客が途切れず続き、通常の10倍の客が来たため、入れない客には近くの旅館などを紹介する状況であった。
8月22日の鹿児島中央駅では焼酎、軽羹、薩摩揚げなどを持ち、帰り路に就く観客がほとんどで、鹿児島中央駅の薩摩揚げ店・なかしんは、午前6時の開店と同時にコンサート客が殺到し、開業以来の売り上げとなり、軽羹などを製造販売する菓子店・明石屋は、同駅構内の店舗などで通常の2.5倍売り上げる。同駅では8月23日も、コンサート会場で売っていた帽子やバッグなど長渕グッズを身に着けた客が目立った。
鹿児島空港行きのリムジンバスが出る鹿児島市の南国日生ビルも、コンサート帰りの客が多かった。長渕が学生時代によく通ったラーメン店は混雑し、長渕の出身校である鹿児島南高校にある、長渕直筆の詩画の前で記念撮影をする者、鹿児島市の維新ふるさと館に足を運ぶ者、そうめん流しや知覧特攻平和会館に足を運ぶ者もいた。

### 終了後

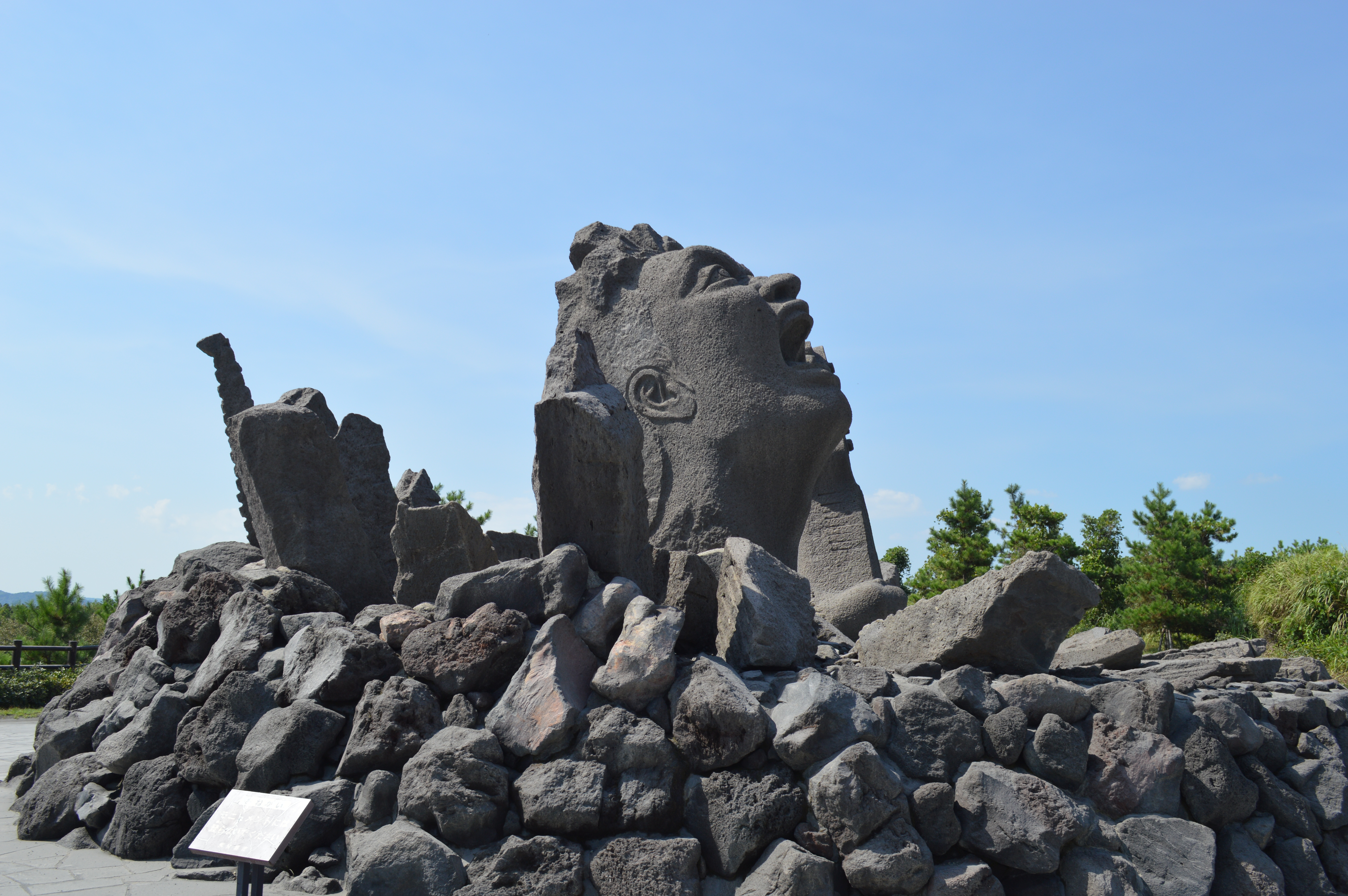
赤水展望広場の「叫びの肖像」

長渕は後に、このライブに関し「音楽業界の古いシステムに侵されていないコンサートだった。人間にとって大切なことはゼロから何かを作り上げていくということだ。そのことを俺自身が誰よりも共有したかったのかもしれない」「桜島のコンサートで再確認したこともある。発案し、そして実現するためには、言い出した本人が滝のような汗をかかないとダメってことだ」と語り「桜島（ライヴ）は正直言って、音楽の世界だけじゃなく、企業も経済も社会も含めて、いろんな分野の頑張っている多くの人たち、頑張ろうとしている人たちに、大きなそして強烈な衝撃を与えたなと思う。だから、やって良かったなって思う。正解だったとも思う」「周りがどう捉えたかはわからないけども、それなりに恩返しはできたんじゃないかって思ってる」と語っている。
桜島オールナイトコンサートを収録したCDやDVDの売り上げは好調となる。
2005年（平成17年）3月7日、桜島オールナイトコンサート記念モニュメントの建設に賛同する建立委員会が発足。メンバーは、鹿児島県観光連盟、鹿児島観光コンベンション協会、鹿児島県商工会議所連合会、鹿児島県ホテル旅館生活衛生同業組合、マスコミ、鹿児島県、鹿児島市、長渕のファンなど計11団体で組織。観光連盟の会長である金子万寿夫を会長に、鹿児島のラジオ番組で活躍する奥ゆかりを実行委員長として活動。
建立委員会が中心になって、街頭募金やライブなどで3千万円の寄付を募り、同年7月22日までにファンらの募金も含めた一般の寄付が450万円、企業の協賛金が約百社から1406万円の、1856万円が集まる。「ライブの情熱を象徴する記念碑を」と、その後も地元企業などから建設費を募り、約3500万円が集まる。
制作は、彫刻家の大成浩に依頼。運んだ溶岩は大き過ぎてアトリエに入らなかったため、大成が中心となり屋外で約半年かけて約30名の弟子と共に彫り続け、桜島の溶岩38.2トンを使用して、吹きあがるマグマを表現した火口から、桜島に向かって叫んでいる男性の顔と、ギターのネックが突き出す姿の像を制作。高さ3.4メートル、重さ約38トンあるこの像は、大成により「叫びの肖像」と命名された。
2006年（平成18年）3月19日、採石場跡だった特設会場の跡地において、桜島オールナイトコンサートの開催を記念したモニュメント「叫びの肖像」が完成。同日の除幕式には、鹿児島県知事の伊藤祐一郎、鹿児島市長の森博幸、長渕も出席。県知事や市長から感謝状を受け取った長渕は「皆さんの代表で預かる。次は市民栄誉賞をもらえるよう精進する」と述べる。
式典後、集まった約1万5千人のファンの前で長渕は「桜島 SAKURAJIMA」「STAY DREAM」「僕のギターにはいつもHeavy Gauge」「YAMATO」「CLOSE YOUR EYES」「しあわせになろうよ」の6曲を無料で披露。「あの日集まったみんなの思いが1つの形になった。この地から新たな情熱を全国に発信し続けよう」と訴えた。会場オリジナルグッズの、タオル、携帯ストラップ&キーホルダーセット、Tシャツ、メモリアル溶岩、ワッペン&缶バッヂセット、ビニールバッグも販売され、収益金の一部はモニュメント設置所周辺の緑化のために寄付された。
周辺は整備され、2009年（平成21年）8月10日、モニュメント「叫びの肖像」を広場の入口右手に配置して特設会場跡に赤水展望広場が完成。この広場は、鹿児島市が2008年（平成20年）から整備を進めていたもので、事業費は約2億6400万円。敷地面積は約1万7千平方メートルで、緑地広場、あずまや、便所が配置され、多くのファンが訪れる聖地になった。

### 新計画
2023年（令和5年）年2月、KYT鹿児島読売テレビのアナウンサーである内田直之が、自身がキャスターを務める鹿児島県ローカルのニュース番組『KYT news every.』での単独インタビューで長渕に、「桜島で、またやって欲しいなと思うんですけど」と発言し、長渕から「59歳の時に富士山でオールナイトやって死んだんですよ。なのにもう1回やれって言うんですか？」と聞き返されるも「もう1回死んでください」と切り返し、その言葉に長渕は「良いなぁ、それ凄く良い！今の言葉、新鮮だよ。ちょっと、やろうかなという気になる。そのフレーズ歌詞に書いていいですか？」「わかりました。今度また命がけする時は一緒に戦いましょう」と返答。
2023年（令和5年）9月28日、全国ツアー最終日の大阪城ホールでの公演において、桜島でライブを行う計画を発表。詳細はまだ何も決まっていないとしつつ、2004年（平成16年）はオールナイト形式だったことで、午後11時以降は鹿児島県の青少年保護育成条例で18歳未満は入場できなかったため、親子3世代にわたるファン全員が参加できるよう、観客数5万人以上の規模で昼から夜にかけ約9時間の開演を予定しており、夕暮れがテーマの1つになる。
代表曲の「乾杯」は、ミャンマー、韓国、中国、インドネシアなどでもなじみが深く、ラグビーワールドカップ2023では、日本チームの選手全員が知っていて、チームを鼓舞するのにふさわしい曲として選手側がリクエストし、1次リーグ初戦のチリ戦で、日本代表の初戦の試合前に長渕の「とんぼ」、試合後に「乾杯」がフランスのスタジアムに流れているが、長渕は2度目となる桜島でのライブの前哨戦として、日本公演を含み韓国、ベトナム、インドネシア、モンゴル国など各国の約10か所をまわる、自身初の海外公演となるアジアツアーの構想も発表。アジア各国での共演したいミュージシャンをリストアップし、2024年（令和6年）から自ら直接交渉し、そのミュージシャンたちも桜島でのライブに呼ぶ構想も掲げる。
アジアツアーの構想にたどり着いた経緯について長渕は「限界値がまもなくやってくると感じるようになった」と自身について告白しつつ、「音楽は国境を越えると教えてくれたし、この時代でも海を越えて心をつなぐかを立証する最後の戦いをする」と述べ、アマチュア時代に修業した福岡市のライブハウス・照和のマネージャーである在日韓国人の男性に、謝意を込めたものでもあるとしている。
2024年（令和6年）7月27日には、アリーナツアー「BLOOD」の西原商会アリーナでの鹿児島公演において、「長渕剛祭り」と題し桜島でのライブを2026年（令和8年）4月に3日間から4日間開催する計画と、10年間行う目標を宣言。

## 構成
2004年（平成16年）8月21日に鹿児島県桜島で開催された「桜島オールナイトコンサート」で演奏された、全42曲を4枚組CDに収録したライブ・アルバムである。
同日の模様を収めたDVDも同時発売されているが、DVDでは当日の演目で歌った「一匹の侍」「GOOD-BYE青春」がカットされているため、その2曲はこのCDでしか聴くことができない。

## リリース
2004年（平成16年）11月20日にフォーライフミュージックエンタテイメントよりリリースされた。写真集及び解説を含んだブックレットが同封されている。

## プロモーション
「桜島オールナイトコンサート」開催に関してテレビ出演を行っており、2004年（平成16年）2月29日にフジテレビ系のバラエティ番組『堂本兄弟』に初出演し「泣いてチンピラ」を演奏して歌い、同年3月10日にはNHK総合のインタビュー番組『わたしはあきらめない』に出演し「STAY DREAM」を演奏して歌った。
鹿児島県ローカルでのテレビ番組でも特集が組まれた。同年3月11日放送のMBC南日本放送の『どーんと鹿児島』では、「長渕剛スペシャル『情熱』～Road to SAKURAJIMA～」と題した桜島オールナイトコンサート開催に向けての特集が放送され、鴨池野球場での野外ライブ、2003年（平成15年）5月にラジオ番組での呼びかけでMBC横の甲突川沿いで急遽行われた拡声器を使っての3曲ライブ、2004年（平成16年）1月12日の鹿児島市民文化ホールでの新成人のつどい用に墨で書いたメッセージや、詩画などを創作する様子、鹿児島の青春時代を過ごした懐かしい風景を歩き思い出を語る様子、筋力トレーニングの風景などを独占インタビューも交え放送し、本放送の番組終了直後には先行予約の電話番号も放送。
開催当日である同年8月21日には、MBC南日本放送の『陶山賢治の時の風』で開催直前までの様子が特集され、同年8月23日にはKKB鹿児島放送の『KKBスーパーJチャンネルかごしま』で、開催後の特集が放送されるなど、鹿児島における各放送局のテレビ番組やラジオ番組で特集された。
8月21日当日には、南日本新聞など鹿児島県における各新聞において、カラー印刷で表裏1面ずつ書かれた1枚の新聞が折り込まれる。1面には薩摩酒造による芋焼酎「さつま白波」の広告、Misumiによる長渕とコンサートロゴがデザインされた公式ミネラルウォーターの広告、桜島オールナイトコンサートへ来場する観客へのお願いとお知らせが刷られており、もう1面には5分の4のスペースで大きく、長渕の写真と「STAY DREAM」の歌詞が描かれ、下部には「気張れ鹿児島!」の文字と共に、ANA、鹿児島銀行、南日本銀行、鹿児島トヨタ自動車、トヨタレンタリース鹿児島、DUO鹿児島中央、鹿児島読売テレビ、角川書店、K&Mコーポレーション、薩摩酒造、本格焼酎 桜島、城山観光ホテル、ドコモショップ鹿児島中央駅前店、南国タクシー、パイロットコーポレーション、Misumi、南九州コカ・コーラボトリング、明月堂、山形屋の社名が刷られていた。
月日が経った後もテレビ番組等で特集が組まれ、2008年（平成20年）8月21日放送の『おもいッきりイイ!!テレビ』内でのコーナー「きょうは何の日」では、桜島オールナイトコンサートでの苦悩と闘いや、歌い叫び続ける理由を長渕が独白する映像が放送され、長渕が鹿児島で生出演した2014年（平成26年）7月14日放送の『てゲてゲ』では、映像で当時を振り返りながら長渕が語るコーナーも設けられた。

## 批評
| 専門評論家によるレビュー             | 専門評論家によるレビュー |
| レビュー・スコア                     | レビュー・スコア         |
| 出典                                 | 評価                     |
| ------------------------------------ | ------------------------ |
| CDジャーナル                         | 肯定的                   |
| hotexpress                           | 肯定的                   |
| 文藝別冊 長渕剛 民衆の怒りと祈りの歌 | 肯定的                   |

音楽情報サイト『CDジャーナル』では、「オープニングからエンジン全開で最後まで突っ走る。相当なアクの強さだが、これほど支持されるのは、捨てきれない青臭さが、純粋さにつながっているからだろう」と評されている。
音楽情報サイト『hotexpress』において音楽ライターの平賀哲雄は、「これ程に力強いライブアルバムは、おそらくこの先、世界規模で見ても現れることはないんじゃないだろうか?7万5000人の観客と共に行われたオールナイトコンサートは、その言葉通りの意味で“伝説”となった。現地へ行けなかった人も、本作を聴けば、納得せざるえないだろう。多くの場合、メディアに収録されたライブは様々な要素が半減して聴き手に伝わるが、その上でもこのパワー…どう考えても、これ程のライブアルバムが今後登場するとは思えない。歌手、スタッフ、観客が休むことなく感情を爆発させて、その感情のうねりをひとつの巨大な円としている様子は、このライブアルバムからも充分に伝わってくる。“これぞ人間の底力!”っていうものを、あの場にいた観客だけでなく、できるなら全ての人々に知ってもらうためにこの作品は存在しているんだと、4枚目のラストに収録されている『Captain of the Ship』を聴きながら確信した」と称賛した。
文芸雑誌『文藝別冊 長渕剛 民衆の怒りと祈りの歌』では、「ベスト盤以上のベスト盤として長渕入門にも最適」と評されている。

## 収録曲
全作詞、作曲: 長渕剛。
| #         | タイトル                       | 作詞  | 作曲・編曲 | 時間 |
| --------- | ------------------------------ | ----- | ---------- | ---- |
| 1.        | 「勇気の花」                   |       |            | 8:04 |
| 2.        | 「泣いてチンピラ」             |       |            | 9:34 |
| 3.        | 「孤独なハート」(作詞：秋元康) |       |            | 8:07 |
| 4.        | 「とんぼ」                     |       |            | 7:45 |
| 5.        | 「情熱」                       |       |            | 5:50 |
| 6.        | 「激愛」                       |       |            | 6:56 |
| 7.        | 「逆流」                       |       |            | 6:17 |
| 8.        | 「俺らの家まで」               |       |            | 5:21 |
| 9.        | 「夏祭り」                     |       |            | 5:30 |
| 10.       | 「ひざまくら」                 |       |            | 4:06 |
| 11.       | 「お家へかえろう'04」          |       |            | 7:34 |
| 合計時間: | 合計時間:                      | 75:04 |            |      |

| #         | タイトル                                              | 作詞  | 作曲・編曲 | 時間  |
| --------- | ----------------------------------------------------- | ----- | ---------- | ----- |
| 1.        | 「ファイティングポーズ」                              |       |            | 7:19  |
| 2.        | 「くそったれの人生」                                  |       |            | 6:02  |
| 3.        | 「勇次」                                              |       |            | 8:07  |
| 4.        | 「LICENSE」                                           |       |            | 9:12  |
| 5.        | 「しあわせになろうよ'04」(作詞：長渕剛、ZEEBRA、般若) |       |            | 9:32  |
| 6.        | 「JAPAN」                                             |       |            | 6:51  |
| 7.        | 「静かなるアフガン」                                  |       |            | 7:25  |
| 8.        | 「ガンジス」                                          |       |            | 10:33 |
| 9.        | 「STANCE」                                            |       |            | 8:10  |
| 合計時間: | 合計時間:                                             | 73:11 |            |       |

| #         | タイトル             | 作詞  | 作曲・編曲 | 時間 |
| --------- | -------------------- | ----- | ---------- | ---- |
| 1.        | 「春待気流」         |       |            | 7:19 |
| 2.        | 「海」               |       |            | 7:01 |
| 3.        | 「順子」             |       |            | 4:30 |
| 4.        | 「Keep On Fighting」 |       |            | 5:09 |
| 5.        | 「いつかの少年」     |       |            | 4:58 |
| 6.        | 「気張いやんせ」     |       |            | 4:12 |
| 7.        | 「Myself」           |       |            | 7:49 |
| 8.        | 「巡恋歌」           |       |            | 6:25 |
| 9.        | 「コオロギの唄」     |       |            | 4:56 |
| 10.       | 「一匹の侍」         |       |            | 6:23 |
| 11.       | 「乾杯」             |       |            | 7:29 |
| 12.       | 「マリア」           |       |            | 4:09 |
| 合計時間: | 合計時間:            | 70:20 |            |      |

| #         | タイトル                       | 作詞  | 作曲・編曲 | 時間  |
| --------- | ------------------------------ | ----- | ---------- | ----- |
| 1.        | 「女よ、GOMEN」                |       |            | 6:35  |
| 2.        | 「電信柱にひっかけた夢」       |       |            | 5:16  |
| 3.        | 「STAY DREAM」                 |       |            | 5:19  |
| 4.        | 「GOOD-BYE青春」(作詞：秋元康) |       |            | 4:40  |
| 5.        | 「東京青春朝焼物語」           |       |            | 8:33  |
| 6.        | 「明日へ向かって」             |       |            | 7:29  |
| 7.        | 「LANIKAI」                    |       |            | 6:02  |
| 8.        | 「桜島」                       |       |            | 7:25  |
| 9.        | 「何の矛盾もない」             |       |            | 7:58  |
| 10.       | 「Captain of the Ship」        |       |            | 16:53 |
| 合計時間: | 合計時間:                      | 76:10 |            |       |

DISC-3 M7＝シングル「金色のライオン」カップリング曲。

## スタッフ、クレジット

### 参加ミュージシャン
- 長渕剛 - ギター、ブルースハープ
- 笛吹利明 - バンドマスター、アコースティックギター[注釈 30]
- 岡本郭男 - ドラムス、パーカッション
- 川嶋一久 - エレクトリックベース
- 角田順 - ギター
- 国吉良一 - キーボード
- 昼田洋二 - サクソフォーン、キーボード
- 浜田良美 - ギター、コーラス
- 和田惠子 - コーラス
- ジャッキー（高橋香代子） - コーラス
- 中山みさ - コーラス

### スタッフ
- 長渕剛 - プロデュース
- 加藤謙吾 (Tokiora Music) - レコーディング・エンジニア、ミックス・エンジニア
- 中津直也（オフィス・ウィズアウト） - レコーディング・エンジニア
- 阿部哲也 - レコーディング・エンジニア
- 相川洋一 - マスタリング・エンジニア
- 成岡朗 (S.C.I.) - モバイル・レコーディング・システム&システム・エンジニア
- しげもとちあき (S.C.I.) - モバイル・レコーディング・システム&システム・エンジニア
- コリン・ノーフィールド - P.A.ハウス・エンジニア
- 三浦"Peter"浩 (Yeep) - エキップメント・テクニシャン
- 和井内貞宣（アップフロントプランニング） - ゼネラル・プロデューサー
- なかばやしすえお（オフィスレン） - スーパーバイザー
- 蛯沢康仁（オフィスレン） - アーティスト・マネージャー
- 岡田功（フォーライフミュージックエンタテイメント） - A&R
- 横田利夫（フォーライフミュージックエンタテイメント） - アーティスト・プロモーター
- 阿部恭久（フォーライフミュージックエンタテイメント） - マーケティング・プロモーター
- あらきただし（フォーライフミュージックエンタテイメント） - アシスタント・コーディネーター
- 神康幸 - クリエイティブ・ディレクター
- 澤秀樹 - アート・ディレクター、デザイナー
- 中村英莉 - コーディネーター
- 大川奘一郎 - 写真撮影
- 井田宗秀 - 写真撮影
- 福原勝弘 - 写真撮影
- 寺澤太郎 - 写真撮影
- 佐伯進 - 写真撮影
- 菊地英二 - 写真撮影
- 山内貴博 (K&M) - スペシャル・サンクス
- 桜島町民のみなさん - スペシャル・サンクス
- 鹿児島県 - スペシャル・サンクス
- 後藤由多加（フォーライフミュージックエンタテイメント） - エグゼクティブ・プロデューサー
- 川口由吉（アップフロントプランニング） - エグゼクティブ・プロデューサー

## 関連作品
SAKURAJIMA
同ライブを収録した映像。2004年（平成16年）12月15日に4枚組DVDとして発売され、2012年（平成24年）12月26日にはBlu-ray Disc版が発売された。映像を手掛けた監督は北村龍平で、ライブ映像の途中にドキュメンタリー映像を加えた構成となっている。
Blu-ray版には特典映像として、「桜島オールナイトコンサート 前夜祭 in Zepp Tokyo」の中から「泣いてチンピラ」「情熱」「傷まみれの青春」を歌う初公開映像が収録され、予約特典には「桜島オールナイトコンサート B2 告知ポスター」が用意された。